# Chmeľovec
Chmeľovec és un poble i municipi d'Eslovàquia. Es troba a la regió de Prešov, al nord del país. La primera referència escrita de la vila data del 1251.

## Demografia
| Godina             | 1994 | 2004   | 2014   | 2024   |
| ------------------ | ---- | ------ | ------ | ------ |
| Nombre de persones | 402  | 436    | 442    | 466    |
| Diferència         |      | +8,45% | +1,37% | +5,42% |

| Godina             | 2023 | 2024   |
| ------------------ | ---- | ------ |
| Nombre de persones | 451  | 466    |
| Diferència         |      | +3,32% |